# Lucretia Maria Davidson
Lucretia Maria Davidson (ur. 27 września 1808 w Plattsburghu, zm. 27 sierpnia 1825 tamże) – poetka amerykańska. Była córką lekarza Olivera Davidsona i literatki Margaret Miller. Jakkolwiek żyła bardzo krótko, bo niespełna siedemnaście lat, zdążyła nie tylko zaistnieć jako autorka wierszy, ale przyciągnąć uwagę wielkich świata literatury – Edgara Allana Poe i Roberta Southeya. Poetka zmarła na gruźlicę, choć nie jest wykluczone, że cierpiała również na anoreksję. Jej wiersze zebrała i wydała matka.

## Twórczość
Lucretia Maria Davidson napisała ponad dwieście pięćdziesiąt wierszy. Wśród nich są takie utwory jak poemat Amir Khan (Amir Chan), Ode to Fancy (Oda do fantazji), Morning Melody (Melodia poranna), czy The Guardian Angel (Anioł stróż). Ważną rolę odgrywały w jej twórczości inspiracje biblijne, naturalne w kulturze anglosaskiej, obecne w wierszach David and Jonathan (Dawid i Jonatan)m The Destruction Of Sodom And Gomorrah (Zniszczenie Sodomy i Gomory), czy Exit From Egyptian Bondage (Wyjście z niewoli egipskiej).